# 1 lira
1 lira (L. 1) è stata la moneta coniata per rappresentare l'unità fondamentale della lira italiana. Le monete da 1 lira, così come quelle da 50 centesimi, 2 e 5 lire, furono battute a partire dal 1861 ed erano inizialmente d'argento 900‰, ma già a partire dal 1863 divennero d'argento 835‰. Dopo la prima guerra mondiale la moneta da 1 lira venne coniata in nichel dal 1921 al 1938 con un diametro di 26,5 mm ed un peso di 8 g; dal 1939 venne coniata in acmonital (acciaio monetale italiano) con lo stesso peso e un diametro di 26,7 millimetri.
Dopo la caduta della monarchia vennero coniate monete da una lira in italma (lega di alluminio e magnesio) da 21,6 mm e 1,25 g (1946-1950) e poi da 17,2 mm e 0,625 g (1951-1959). Monete da 1 lira sono state coniate a partire dal 1968 per le confezioni speciali per collezionisti che la zecca poneva in vendita.

## Regno d'Italia

### Vittorio Emanuele II
Al dritto riportava l'effigie di Vittorio Emanuele II volta a destra, intorno "Vittorio Emanuele II" ed in basso la data. Sotto il collo "Ferraris", cioè il nome dell'autore, Giuseppe Ferraris.
Per il rovescio ne esistono due tipi:
- stemma sabaudo con corona e con il collare dell'Annunziata entro rami d'alloro. In basso l'indicazione del valore con a sinistra il segno di zecca e a destra la sigla BN (per Banca Nazionale) in incuso dentro un rettangolo; intorno "REGNO D'ITALIA". Coniata a Torino, Firenze e Napoli nel 1861-62. Coniata assieme alla seguente nel 1863 e 1867 a Torino e Milano.
- valore su due righe. In alto "REGNO D'ITALIA", in basso rami d'alloro e segno di zecca. Coniata nel 1863 e 1867 a Torino e Milano. Accanto al segno di zecca la sigla "BN" in incuso dentro un rettangolo.

Da notare che dal 1863 al 1917 il titolo dell'argento fu di 835/1000.
In tutte le coniazioni in argento da 1 lira (anche durante i regni di Umberto I e Vittorio Emanuele III), il contorno presentava in incuso la scritta FERT ripetuta tre volte alternata a nodi di Savoia e rosette.
I segni di zecca erano:
Napoli = N
Torino = T
Firenze = F
Milano = M

### Umberto I
Al diritto presentava la testa nuda di Umberto I volta a destra, intorno "UMBERTO I - RE D'ITALIA" ed in basso la data. Sotto al collo "Speranza", cioè il nome dell'autore, Filippo Speranza. Al rovescio c'era lo stemma sabaudo coronato e con il collare dell'Annunziata e intorno rami di lauro e di quercia. Il valore era ai lati dello stemma. In basso il segno di zecca.  Fu coniata a Roma dal 1883 al 1900 ed a Milano nel 1887.
Nel 1890, 1891 e 1897 furono coniate monete da una lira per l'Eritrea, da poco occupata, con scritta in amarico "1 Birr vale 10 lire" e in arabo "vale 10 Rial". La moneta valeva anche 2/10 di tallero. Al diritto il busto coronato del re con corona volto a destra in uniforme. Intorno UMBERTO I RE D'ITALIA a data. Sotto il busto SPERANZA, l'autore. Al rovescio il valore in italiano, arabo ed aramaico su tre righe sotto la stella italiana. Intorno COLONIA ERITREA e in basso rami di alloro e segno di zecca, Roma.

### Vittorio Emanuele III
Con Vittorio Emanuele III furono emesse tra il 1901 ed il 1917 monete da una lira in argento, che rispondevano alle deliberazioni dell'Unione Monetaria Latina. Ci sono tre tipi:
- Aquila sabauda (1901 - 1907)

dritto: testa nuda dx; intorno "VITTORIO EMANUELE III". Sotto il nome dell'autore Speranza
rovescio: aquila araldica coronata con scudo sabaudo sul petto. Intorno "REGNO D'ITALIA". Il valore in basso ai lati del segno di zecca (Roma)
- Quadriga veloce (1908 - 1913)

dritto: testa nuda del re in uniforme dx; intorno "VITTORIO EMANUELE III . RE D'ITALIA". Sotto il nome dell'autore "D. CALANDRA M."
rovescio: quadriga verso sin, guidata dall'Italia stante trainata da cavalli che si impennano. In esergo il nome dell'incisore "L. Giorgi Inc." ed il segno di zecca (R).
- Quadriga briosa (1915 - 1917)

dritto: testa nuda del re in uniforme dx; intorno "VITTORIO EMANUELE III . RE D'ITALIA". Sotto il nome dell'autore "D. CALANDRA M."
rovescio: quadriga verso sin, guidata dall'Italia stante trainata da cavalli che corrono. In esergo il nome degli autori "D. Calandra" e "A. Motti Inc." ed il segno di zecca (R).
Dopo la prima guerra mondiale dal 1922 fu battuto in nichel un "buono da una lira", emesso per sopperire alle spese di guerra. Al dritto era raffigurata l'Italia seduta a sinistra con un ramo di lauro e vittoriosa. I nomi "G. Romagnoli" e "A. Monti Inc.". Al rovescio "BVONO DA L. 1" con lo stemma coronato e "R" in corona di lauro. Con un diametro di 26,5 mm, pesava 8 g.
Per commemorare la proclamazione dell'Impero, dal 1936, fu coniata in nichel una nuova moneta. Al dritto testa nuda del re a sin. ed intorno "VITTORIO EMANUELE III RE E IMP.". In basso il nome dell'autore "G. Romagnoli". Al rovescio era raffigurata un'aquila ad ali spiegate su fascio littorio e sotto uno stemma coronato. Ai lati dello stemma a sin. data, segno di zecca e "L.", a destra "1" ed era fascista. Con un diametro di 26,5 mm, pesava 8 g.
Dal 1939 la moneta fu coniata in lega di acmonital-nichel (una lega poco ferromagnetica) a causa delle leggi autarchiche imposte dal governo fascista; successivamente vennero coniate in solo acmonital (un materiale decisamente ferromagnetico). Il diametro fu leggermente aumentato a 26,7 mm.

## Repubblica Italiana

### Arancia
Nel 1946 furono coniate delle monete a titolo di prova che, in attesa dei risultati del referendum, portavano la scritta Italia anziché Repubblica Italiana.
La nuova moneta da una lira recava al dritto l'Italia con una corona di spighe ed al rovescio un'arancia. Pesava 1,25 g, con un diametro di 21,6 mm ed era coniata in Italma.
Nel 1947 di tale moneta ne furono coniati solo 12.000 pezzi, per questo i pezzi di quell'anno sono tra i più rari in assoluto nella storia della moneta repubblicana.
La coniazione riprese velocemente nel 1948. Già in quegli anni le dimensioni per una moneta di così piccolo taglio sembravano esagerate, questo tipo (come le altre monete dell'epoca) venne coniato fino al 1950.

### Cornucopia
Con decreto del 24 dicembre 1951 fu emessa una moneta di prova da 1 lira con al dritto una bilancia, simbolo di giustizia ed al rovescio una cornucopia con l'indicazione del valore. Pesava 0,625 g, diametro 17,2 mm, metallo Italma. In seguito all'emissione della prova nel 1951 la moneta continuò ad essere coniata e nel 1954 fu l'anno in cui furono coniati più pezzi di questo tipo: circa 42.000.000. In quegli anni l'inflazione crebbe molto, la moneta da una lira perse molto valore tanto che divenne comune dire riferendosi proprio a quella moneta La lira vale un corno. Nel 1959 a causa di tali motivi si decise di cessarne la fabbricazione. La fabbricazione della moneta riprese solo nel 1968, ma i pezzi coniati provenivano solo dalle confezioni per il collezionismo. Dal 1985 al 2001 per i collezionisti fu coniata anche la versione fondo specchio. La sua coniazione cessò con l'avvento dell'euro nel 2001, per poi riprendere nel 2021 con due riedizioni speciali in oro dedicate ai collezionisti che raffigurano nel rovescio i rispettivi valori legali di 20 e 50 euro..

## Monete
| Immagine  | Descrizione | Descrizione | Anni di coniazione | Autore             | Autore            | Parametri tecnici | Parametri tecnici                 | Parametri tecnici            | Contorno                                                     |
| Immagine  | Dritto | Rovescio | Anni di coniazione | Modellista         | Incisore          | Peso              | Diametro                          | Composizione                 | Contorno                                                     |
| --------- | --- | --- | ------------------ | ------------------ | ----------------- | ----------------- | --------------------------------- | ---------------------------- | ------------------------------------------------------------ |
|           | vittorio emanuele ii intorno alla testa nuda del re. In esergo il cognome dell'autore Giuseppe Ferraris e l'anno                                        | Stemma dei Savoia tra rami di alloro e quercia legati in basso con un fiocco. Intorno la scritta regno d'italia, in basso l.1 tra i marchi di zecca | 1861–1863          | Giuseppe Ferraris  | Giuseppe Ferraris | 5 g               | 23 mm                             | Argento 900‰                 | Liscio, in incuso il motto fert tra rosette e nodi di savoia |
| 1867      | vittorio emanuele ii intorno alla testa nuda del re. In esergo il cognome dell'autore Giuseppe Ferraris e l'anno                                        | Stemma dei Savoia tra rami di alloro e quercia legati in basso con un fiocco. Intorno la scritta regno d'italia, in basso l.1 tra i marchi di zecca | Argento 835‰       | Giuseppe Ferraris  | Giuseppe Ferraris | 5 g               | 23 mm                             |                              | Liscio, in incuso il motto fert tra rosette e nodi di savoia |
|           | vittorio emanuele ii intorno alla testa nuda del re. In esergo il cognome dell'autore Giuseppe Ferraris e l'anno                                        | 1 lira contornata dalla scritta regno d'italia in alto e in basso da rami di alloro legati in basso con un fiocco. In esergo i marchi di zecca | Argento 835‰       | Giuseppe Ferraris  | Giuseppe Ferraris | 5 g               | 23 mm                             | 1863                         | Liscio, in incuso il motto fert tra rosette e nodi di savoia |
|           | umberto i re d'italia intorno alla testa nuda del re. In esergo il cognome dell'autore Filippo Speranza e l'anno                                        | Stemma dei Savoia tra la dicitura l 1 contornato da rami di alloro e quercia legati in basso con un fiocco e in alto la stella d'Italia | 1883–1900          | Filippo Speranza   | Filippo Speranza  | 5 g               | 23 mm                             | Argento 835‰                 | Liscio, in incuso il motto fert tra rosette e nodi di savoia |
|           | vittorio emanuele iii intorno alla testa nuda del re. In esergo il cognome dell'autore Filippo Speranza                                                 | regno d'italia tra due nodi di Savoia intorno all'aquila sabauda. In esergo il cognome dell'autore Filippo Speranza. In basso il marchio di zecca R (Roma) tra due stelle, l'anno e la scritta l.1 | 1901–1907          | Filippo Speranza   | Filippo Speranza  | 5 g               | 23 mm                             | Argento 835‰                 | Liscio, in incuso il motto fert tra rosette e nodi di savoia |
|           | vittorio • emanvele • iii • re • d'italia intorno al semibusto in uniforme del re. A destra lungo il cerchio il nome del modellista d • Calandra m •    | Allegoria dell'Italia vestita con l'armatura, con in mano un ramo di quercia alla guida di una quadriga veloce adornata da elementi floreali e araldici. In esergo l•1 tra due nodi savoia, a sinistra il segno di zecca R (Roma) il nome del modellista d • Calandra m • , mentre a destra quello dell'incisore: l • giorgi inc • | 1908–1913          | Davide Calandra    | Luigi Giorgi      | 5 g               | 23 mm                             | Argento 835‰                 | Liscio, in incuso il motto fert tra rosette e nodi di savoia |
|           | vittorio • emanvele • iii • re • d'italia intorno al semibusto in uniforme del re. A destra lungo il cerchio il nome del modellista d • Calandra m •    | Allegoria dell'Italia vestita con l'armatura, con in mano un ramo di quercia alla guida di una quadriga veloce adornata da elementi floreali e araldici. In esergo l•1 tra due nodi savoia, a sinistra il segno di zecca R (Roma) il nome del modellista d • Calandra m • , mentre a destra quello dell'incisore: l • giorgi inc • | 1915–1917          | Davide Calandra    | Attilio Motti     | 5 g               | 23 mm                             | Argento 835‰                 | Liscio, in incuso il motto fert tra rosette e nodi di savoia |
|           | Italia seduta rivolta a sinistra che tiene in mano un ramo d'alloro, dietro di lei una vittoria alata, sullo sfondo la scritta italia. In esergo l'anno | Stemma sabaudo coronato affiancato dalla dicitura bvono da l.1. In esergo il marchio di zecca R (Roma). Tutto contornato da una corona d'alloro | 1922–1935          | Giuseppe Romagnoli | Attilio Motti     | 8 g               | 26,5 mm                           | Nichel 975‰                  | Rigato                                                       |
|           | Testa di Vittorio Emanuele III circondata dalla scritta vittorio • emanvele • iii • re • e • imp •. In esergo il modellista g • romagnoli               | Aquila romana ad ali spiegate di fronte a un fascio littorio, intorno la scritta ita lia. In esergo a sinistra l'anno e il marchio di zecca R (Roma), a destra l'anno fascista in numeri romani e al centro lo stemma sabaudo coronato tra l. 1                                                                                    | 1936               | Giuseppe Romagnoli | Pietro Giampaoli  | 8 g               | 26,5 mm                           | Nichel 975‰                  | Rigato                                                       |
| 1939–1940 | Testa di Vittorio Emanuele III circondata dalla scritta vittorio • emanvele • iii • re • e • imp •. In esergo il modellista g • romagnoli               | Aquila romana ad ali spiegate di fronte a un fascio littorio, intorno la scritta ita lia. In esergo a sinistra l'anno e il marchio di zecca R (Roma), a destra l'anno fascista in numeri romani e al centro lo stemma sabaudo coronato tra l. 1                                                                                    | 26,7 mm            | Giuseppe Romagnoli | Pietro Giampaoli  | 8 g               | Acmonital: Fe 740‰ Cr 180‰ Ni 80‰ |                              | Rigato                                                       |
| 1939–1943 | Testa di Vittorio Emanuele III circondata dalla scritta vittorio • emanvele • iii • re • e • imp •. In esergo il modellista g • romagnoli               | Aquila romana ad ali spiegate di fronte a un fascio littorio, intorno la scritta ita lia. In esergo a sinistra l'anno e il marchio di zecca R (Roma), a destra l'anno fascista in numeri romani e al centro lo stemma sabaudo coronato tra l. 1                                                                                    | 26,7 mm            | Giuseppe Romagnoli | Pietro Giampaoli  | 8 g               | Acmonital: Fe 820‰ Cr 180‰        |                              | Rigato                                                       |
|           | Testa di Cerere ornata da spighe circondata dalla scritta repvbblica italiana, in esergo il modellista g • romagnoli - p • g • inc •                    | Arancia con il suo ramo, in basso l'anno, il valore l.1 e il marchio di zecca R | 1946–1950          | Giuseppe Romagnoli | Pietro Giampaoli  | 1,25 g            | 21,6 mm                           | Italma: Al 962‰ Mg 35‰ Mn 3‰ | Liscio                                                       |
|           | Bilancia a piatti circondata dalla scritta repvbblica • italiana -, in esergo il modellista romagnoli                                                   | Valore 1 affiancato a destra da una cornucopia e a sinistra dall'anno e dal marchio di zecca R (Roma) | 1950–2001          | Giuseppe Romagnoli | Pietro Giampaoli  | 0,625 g           | 17,2 mm                           | Italma: Al 962‰ Mg 35‰ Mn 3‰ | Liscio                                                       |